# Waldbüttelbrunn
Waldbüttelbrunn település Németországban, azon belül Bajorországban. Lakosainak száma 5065 fő (2023. december 31.). Waldbüttelbrunn Irtenberger Wald, Eisingen, Höchberg, Zell am Main, Hettstadt, Greußenheim, Uettingen, Helmstadt és Waldbrunn községekkel határos.

## Népesség
A település népessége az elmúlt években az alábbi módon változott:
| Lakosok száma | 733  | 2398 | 3131 | 4066 | 4876 | 4871 | 4842 | 4826 | 5001 | 5065 |
|               | 1875 | 1950 | 1975 | 1987 | 2012 | 2014 | 2016 | 2017 | 2021 | 2023 |